# Пиеве Албиньола
Пиѐве Албиньо̀ла (на италиански: Pieve Albignola; на ломбардски: Piev d'Albignöla, Пиев д'Албиньола) е село и община в Северна Италия, провинция Павия, регион Ломбардия. Разположено е на 85 m надморска височина. Населението на общината е 861 души (към 2017 г.).